# كريستوفر باين (سياسي)
كريستوفر باين (بالإنجليزية: Christopher Payne) هو محامي وناشر ومُحرِّر وصحفي وسياسي أمريكي، ولد في 7 سبتمبر 1845 في مقاطعة مونرو في الولايات المتحدة، وتوفي في 5 ديسمبر 1925 في جزر العذراء الأمريكية في الولايات المتحدة. حزبياً، نشط في الحزب الجمهوري.